# Виторож
Виторож (пол. Witoroż, Віторож) — село в Польщі, у гміні Дрелів Більського повіту Люблінського воєводства. Населення — 294 особи (2011).

## Історія
1605 року вперше згадується православна церква в селі.
У часи входження до складу Російської імперії належало до Радинського повіту Сідлецької губернії.
За даними етнографічної експедиції 1869—1870 років під керівництвом Павла Чубинського, у селі проживали лише греко-католики, усе населення розмовляло українською мовою.
Станом на 1921 рік село Віторож належало до гміни Жероцин Сідлецького повіту Люблінського воєводства міжвоєнної Польщі.
За офіційним переписом населення Польщі 10 вересня 1921 року в селі Віторож налічувалося 47 домів і 250 мешканців (177 римо-католиків, 66 православних і 7 юдеїв; усі 250 осіб зазначені поляками). На фільварку було 5 домів і 83 жителів (здебільшого поляки-римо-католики).
У міжвоєнні 1918—1939 роки польська влада в рамках великої акції руйнування українських храмів на Холмщині і Підляшші перетворила місцеву православну церкву на римо-католицький костел.
У 1975—1998 роках село належало до Білопідляського воєводства.

## Населення
Демографічна структура станом на 31 березня 2011 року:
|          | Загалом | Допрацездатний вік | Працездатний вік | Постпрацездатний вік |
| -------- | ------- | ------------------ | ---------------- | -------------------- |
| Чоловіки | 145     | 30                 | 89               | 26                   |
| Жінки    | 149     | 27                 | 72               | 50                   |
| Разом    | 294     | 57                 | 161              | 76                   |